# 목천 김정식 문화재단
목천 김정식 문화재단은 문화도시의 공간환경 조성 및 지원사업을 통한 사회 공헌 및 건축문화 진흥 발전 도모하기 위하여 2006년 3월 29일 설립된 문화체육관광부 소관의 재단법인이다. 사무실은 서울특별시 종로구 사직로 119 (내자동)에 있다.

## 주요 사업
- 공간문화 교육 및 출판사업
- 건축기술 및 품질관리사업
- 공간문화 예술상 제정 및 사회봉사 등